# Bibileo
Bibileo ist ein osttimoresischer Suco im Verwaltungsamt Viqueque (Gemeinde Viqueque).

## Geographie

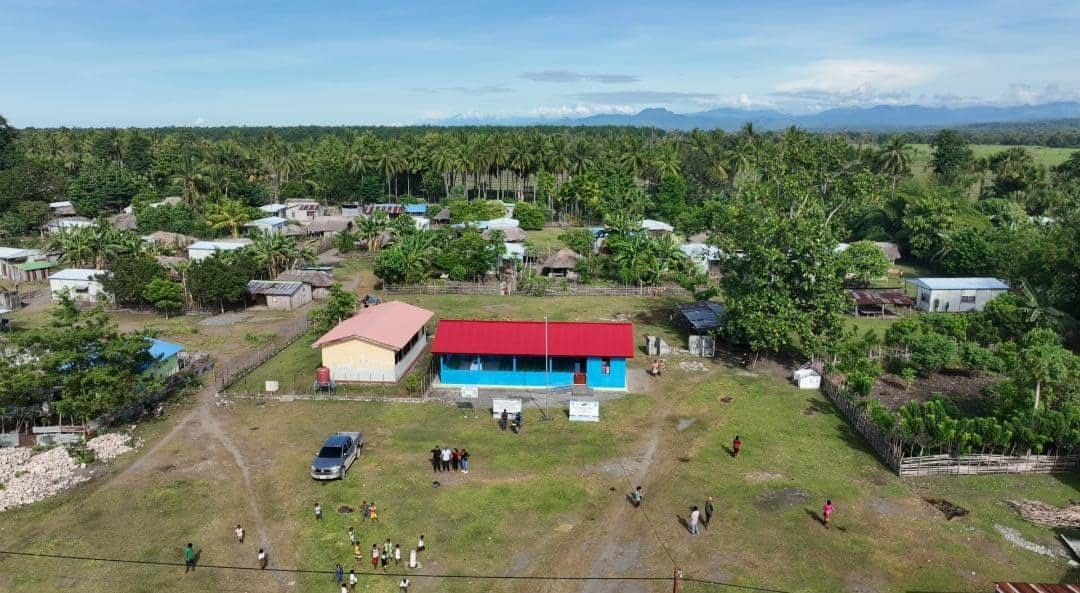
Luftbild mit Sitz des Sucos

Vor der Gebietsreform 2015 hatte Bibileo eine Fläche von 94,83 km². Nun sind es 62,41 km². Der Suco teilt sich auf zwei Gebiete. Sie werden durch den Suco Bahalarauain voneinander getrennt. Ein Gebiet Bibileos befindet sich an der Küste der Timorsee. Westlich liegt der Suco Luca, nördlich Bahalarauain und östlich der Suco Uma Quic. In ihm liegen nahe dem Meer die Dörfer, die das Bevölkerungszentrum des Suco bilden: Amarleza, Aisahe (Aisabe), Webae (Ueabae), Lacouai (Laco Uai, Lakuuai), Mane Claran (Maneklaran), Balideoan (Balide Oan, Balidioan), Hareoan (Hare Oan, Hareoan) und Fatohosan (Fato Hosan, Fatu Hosa), das ehemalige Clalerec Mutin (Klaterek Mutin). An der Ostgrenze mündet der Fluss Tuco. Östlich des Ponta de Luca liegt nah der Küste der Lago Ainfon. Im Siedlungszentrum liegt die Grundschule des Sucos, die Escola Primaria Bibileo.
Der zweite Teil des Bibileos liegt an der nördlichen Spitze des Verwaltungsamts Viqueque, an der Nordgrenze zur Gemeinde Baucau (Sucos Vemasse und Ossouala, beide Verwaltungsamt Vemasse). Westlich liegt das Verwaltungsamt Lacluta mit seinen Sucos Laline und Dilor und östlich das Verwaltungsamt Ossu mit seinen Sucos Liaruca und Ossu de Cima. Die gebirgigen Region liegt auf über 800 m über dem Meer. An der Südgrenze fließen einige Quellflüsse des Tucos: Der Caidercana, der erst zum Maracoa und dann zum Metacoa wird und der Lequeloe. Größere Siedlungen fehlen im Norden.
Im Suco befinden sich die acht Aldeias Aisahe, Amarleza, Balideoan, Fatohosan, Hareoan, Lacouai, Mane Claran und Webae.

## Einwohner
In Bibileo leben 2.269 Einwohner (2022), davon sind 1.156 Männer und 1.113 Frauen. Im Suco gibt es 436 Haushalte. Fast 76 % der Einwohner geben Tetum Terik als ihre Muttersprache an. Fast 18 % sprechen Kairui, 3 % Midiki und eine Minderheit Tetum Prasa.

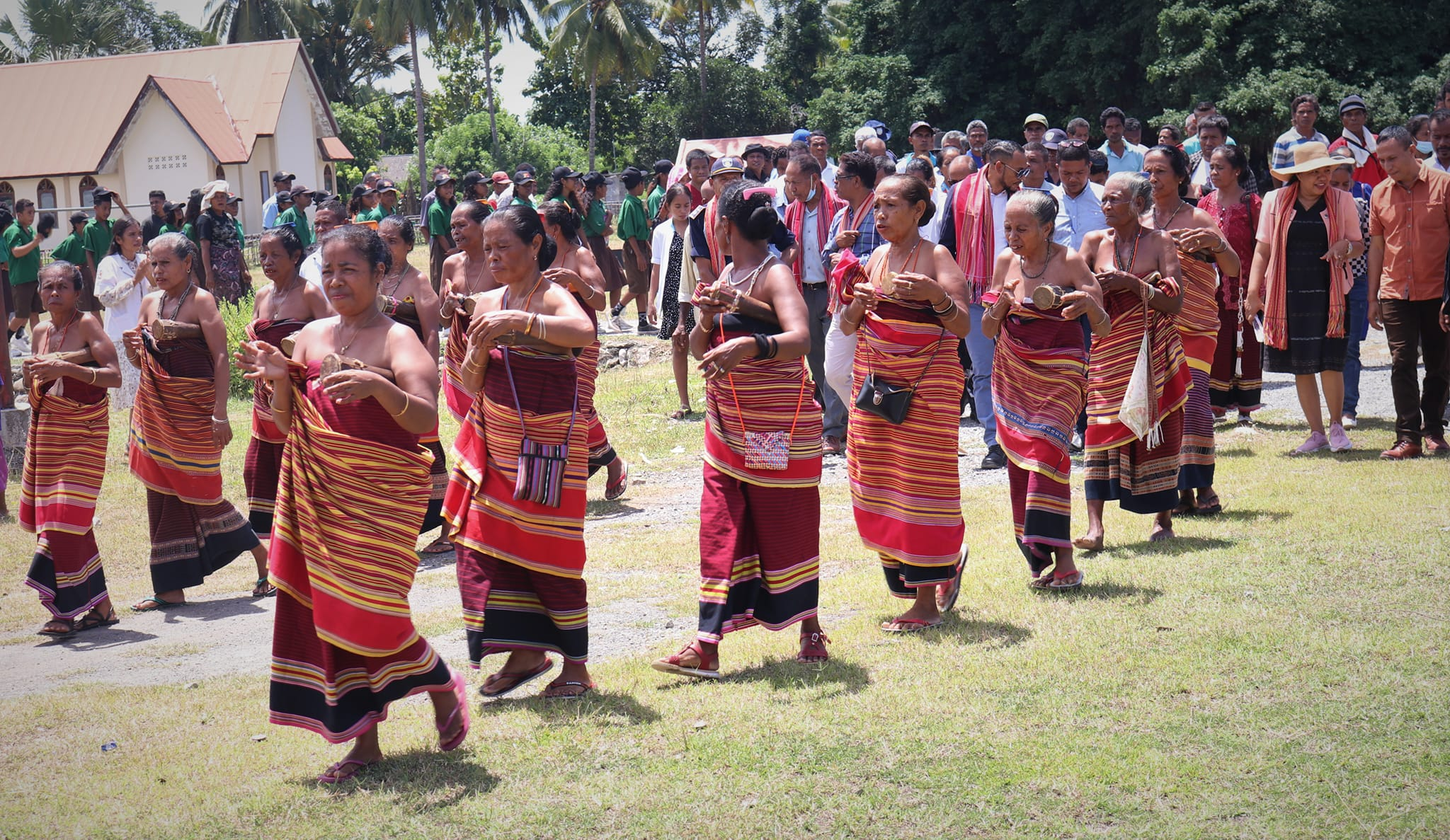
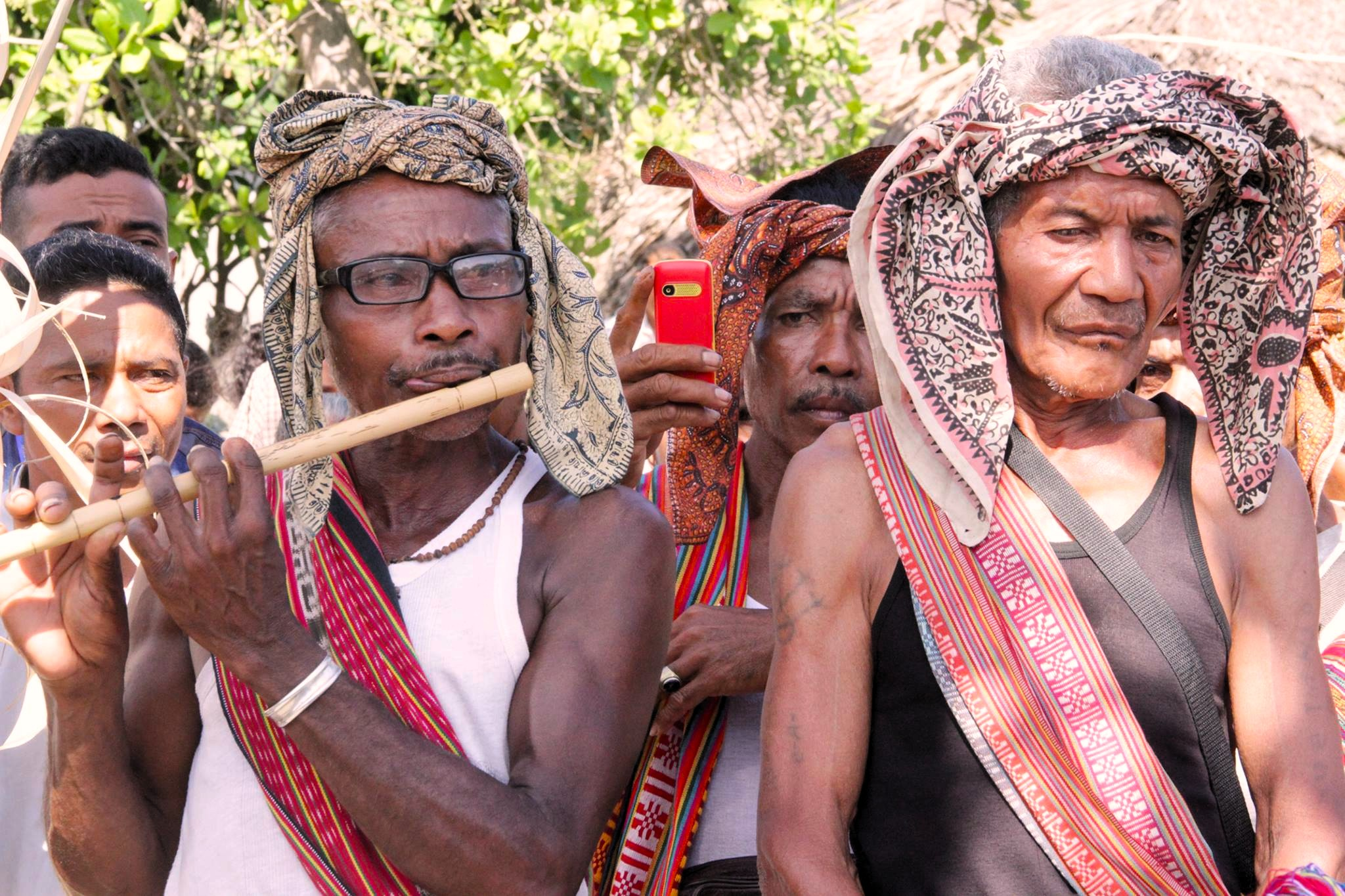
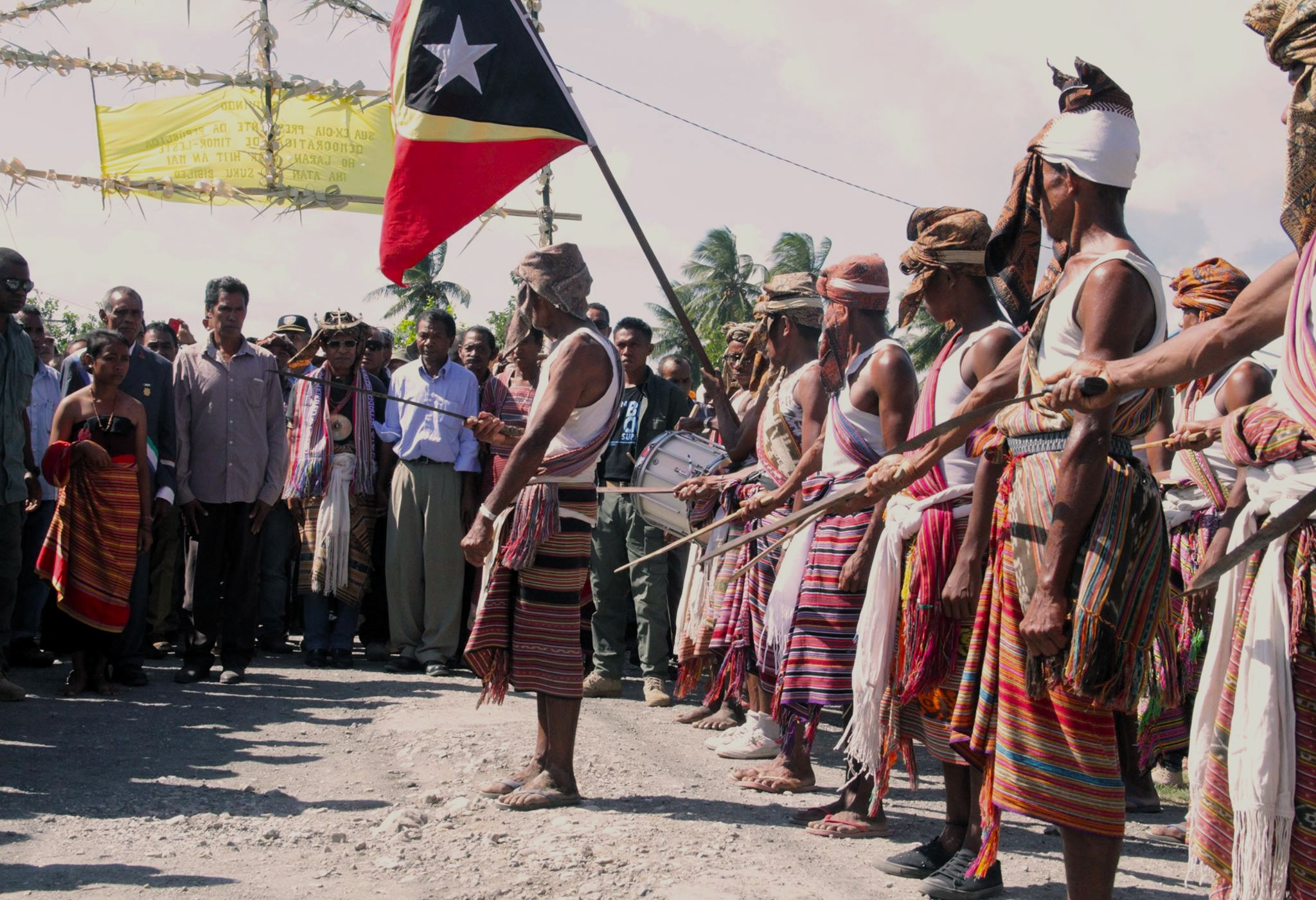
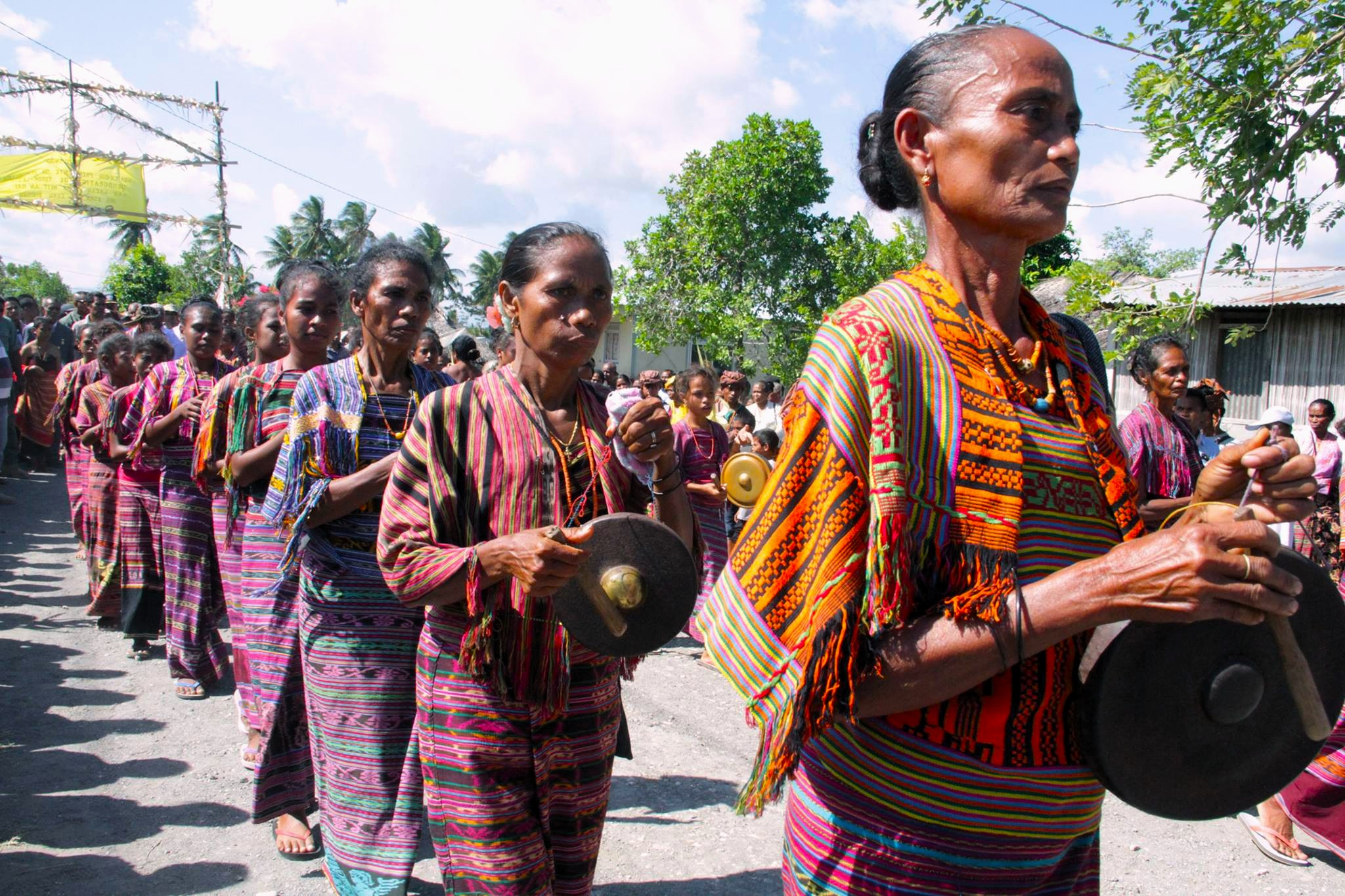

## Geschichte

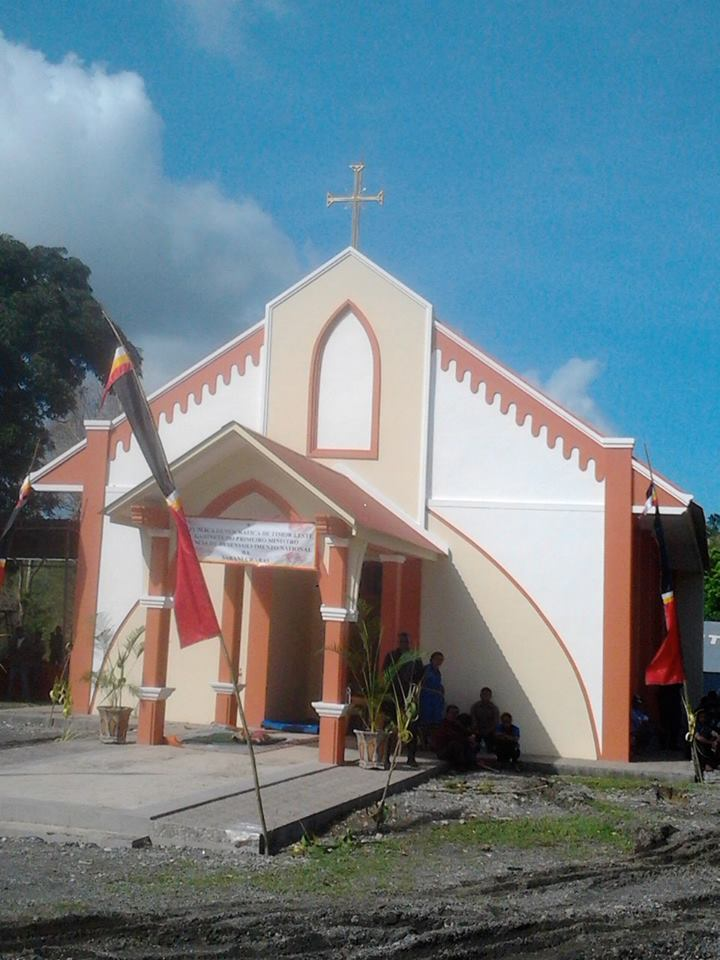
Kirche am Versammlungsplatz in Kraras

Bedrängt von den indonesischen Invasoren, flohen Einwohner aus Bucoli, Vemasse und Karabela von Uaigae nach Uai-Mori, im heutigen Nordteil Bibileos, etwa 20 km südlich von Vemasse. Hier fanden sie Schutz durch die FRETILIN. Es entstand eine base de apoio, eine Widerstandsbasis. Zusammen mit Flüchtlingen aus Dili, Viqueque und anderen Landesteilen lebten die Flüchtlinge zwei Jahre hier. Mit der Zeit kam es immer mehr zur Nahrungsmittelknappheit, da immer mehr Menschen eintrafen. 1978 wurde auch Uai-Mori von indonesischen Streitkräften angegriffen. Die meisten Einwohner flohen, einige wurden von den Indonesiern gefangen genommen und in das Sammellager von Bucoli gebracht.
1981 wurde zehn Kilometer weiter nördlich das Dorf Kraras als neue Siedlung für Flüchtlinge aus Bibileo gegründet. Nachdem sie 1979 von der indonesischen Armee gestellt worden waren, waren sie zunächst in der Stadt Viqueque angesiedelt worden, bevor sie nach Kraras gebracht wurden.
Am 8. August 1983 wurde der indonesische Militärposten in Kraras von Guerillieros der FALINTIL angegriffen. 14 indonesische Soldaten wurden dabei getötet. Bis zum 6. September folgten vier weitere Angriffe auf die Indonesier im damaligen Distrikt Viqueque. Aus Angst vor Strafaktionen flohen Hunderte der Einwohner Kraras und der benachbarten Orte in die umliegenden Wälder.
Diese begann am 7. September. Die indonesische Armee brannte das verlassene Kraras nieder. Die wenigen verbliebenen Einwohner wurden exekutiert. Soldaten durchkämmten die Region und zwang aufgegriffene Einheimische zur Rückkehr in das zerstörte Dorf, beziehungsweise zur Umsiedlung nach Viqueque. Es kam zu weiteren Hinrichtungen, Vergewaltigungen und Folter. Laut der Katholischen Kirche sollen 287 Einwohner von Kraras ermordet worden sein. Die Überlebenden wurden nach Clalerec Mutin (heute: Fatohosan) zwangsumgesiedelt.
Am 18. September 2008 wurde der Grundstein für ein Denkmal zum Gedenken an das Massaker gelegt. Die Region wird nun das Tal der Witwen genannt. 2015 wurde Kraras vom bisherigen Suco Uai-Mori abgetrennt und als Exklave dem Suco Bibileo zugeschlagen.

## Politik

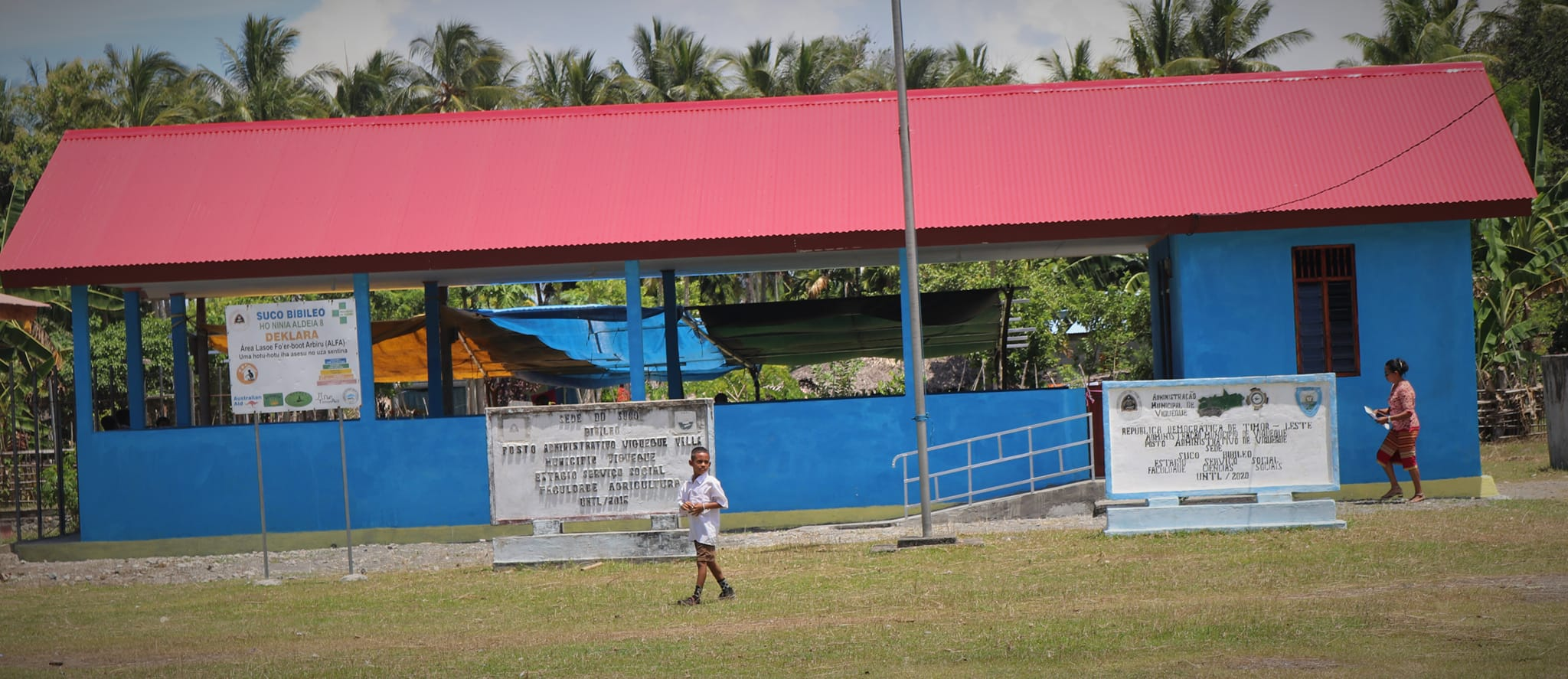
Sitz des Sucos (2023)

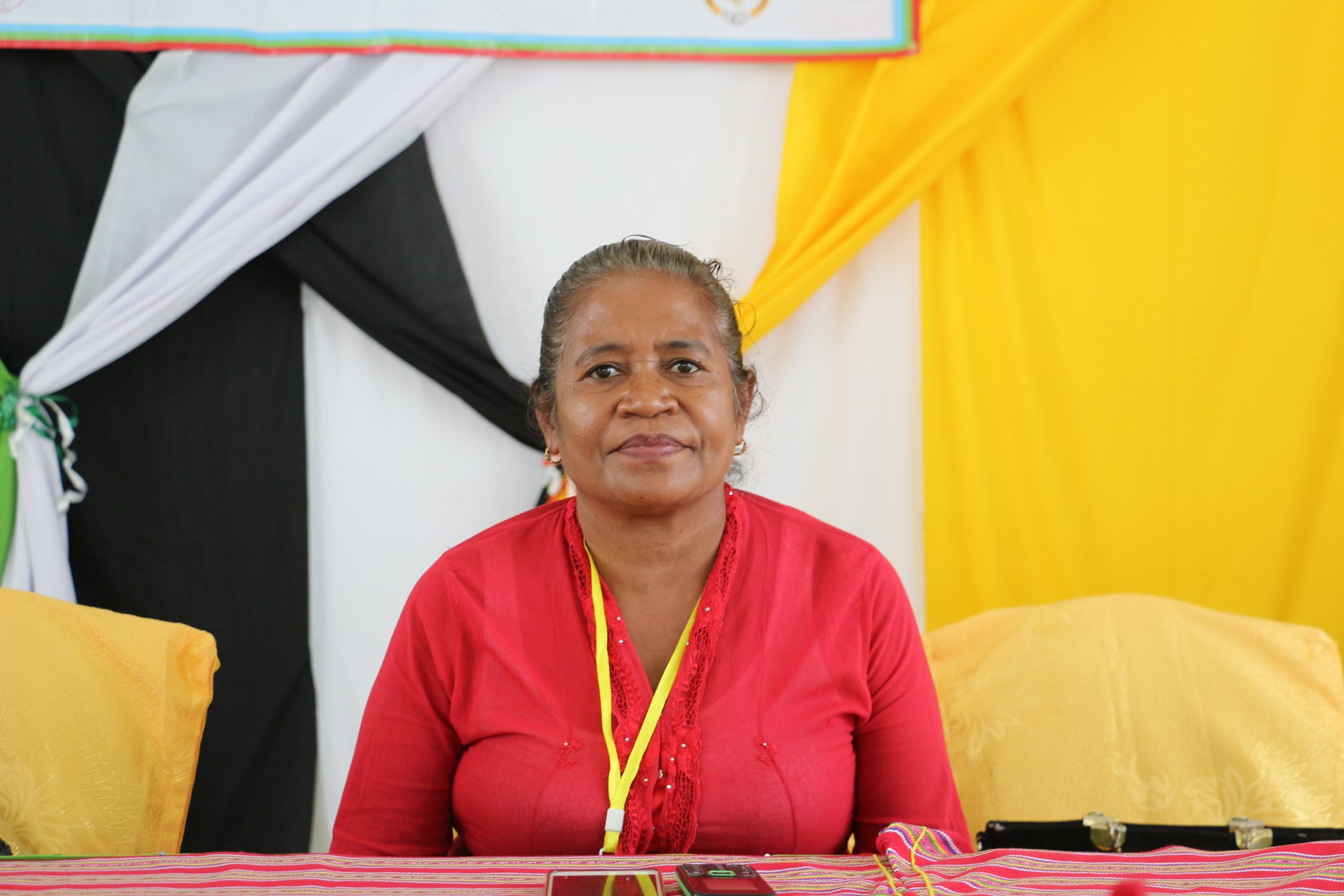
Maria Odete dos Anjos Amaral (2019)

Bei den Wahlen von 2004/2005 wurde José Gomes zum Chefe de Suco gewählt. Bei den Wahlen 2009 gewann José M. Amaral und 2016 Maria Odete dos Anjos Amaral.

## Persönlichkeiten
- João Lino Gomes (1959–2024), Freiheitskämpfer und Soldat